# Lech Wałęsa
Lech Wałęsa (IPA: ), poljski politik in nekdanji sindikalist ter borec za človekove pravice in nobelovec, * 29. september 1943, Popowo, Poljska.
Po šolanju se je zaposlil v ladjedelnici Gdańsk (takrat Leninova ladjedelnica v Gdańsku) kot električar. Postal je član ilegalnega stavkovnega komiteja, ki je sodeloval pri organizaciji protestov proti kominterni leta 1970. Leta 1976 je izgubil službo v ladjedelnici, dve leti kasneje pa se je pridružil ilegalni Zvezi svobodnih obalnih sindikatov (Wolne Związki Zawodowe Wybrzeża). Po izbruhu stavke v ladjedelnici v Gdańsku je postal njen vodja. Ko se je stavka razširila na celotno Poljsko in so oblasti dovolile organiziranje, je bil izbran za predsednika novoustanovljenega svobodnega sindikata Solidarność, prve take organizacije na ozemlju Vzhodnega bloka.
Za svojo vlogo pri uveljavljanju pravic delavcev je leta 1983 prejel Nobelovo nagrado za mir, ki jo je prevzela njegova žena, saj se je bal, da ga oblasti ne bodo spustile nazaj v državo, če bo odšel v tujino. Tudi v desetletju, ki je sledilo, je imel Wałęsa kot član vodstva sindikata ključno vlogo pri demokratizaciji Poljske in njenem prehodu v tržno gospodarstvo.
9. decembra 1990 je bil izvoljen za predsednika Poljske. Njegove odločitve so bile deležne številnih kritik, izgubil pa je tudi precej podpore javnosti, zato je na naslednjih predsedniških volitvah leta 1995 tesno izgubil bitko z Aleksandrom Kwaśniewskim. Kmalu za tem je oznanil, da izstopa iz politike, a je ostal aktiven podpornik in soorganizator različnih političnih organizacij. Leta 2000 je ponovno kandidiral za predsednika, a prejel samo 1 % glasov.
Poleg Nobelove nagrade za mir je prejel več drugih priznanj. Po njem se imenuje Letališče Lecha Wałęse v Gdańsku.